# The Department
The Department es una película romántica de acción criminal nigeriana de 2015 dirigida por Remi Vaughan-Richards￼￼. Está protagonizada por Majid Michel, OC Ukeje, Desmond Elliot, Osas Ighodaro, Jide Kosoko, Seun Akindele, Somkele Iyamah, Funky Mallam y Kenneth Okolie. Es el primer largometraje de Inkblot Productions y Closer Pictures, producido por Uduak Oguamanam y Chinaza Onuzo.

## Sinopsis
Cuenta la historia de un departamento secreto en un conglomerado empresarial y como sus miembros chantajean a los altos ejecutivos para que vendan sus empresas al líder del conglomerado (Jide Kosoko). Una pareja (Majid Michel y Osas Ighodaro) opta por salir de la organización, pero el grupo los quiere de vuelta para un último trabajo. Ella acepta contra la voluntad de su esposo, quien en consecuencia decide sabotear el departamento para salvar su matrimonio.

## Elenco
- Osas Ighodaro como Tolu Okoye
- Majid Michel como Nnamdi
- Desmond Elliot como Effiong
- OC Ukeje como Segun
- Jide Kosoko como Jefe
- Udoka Oyeka como James Okolo
- Kenneth Okolie
- Somkele Iyamah como
- Seun Akindele como
- Saheed Funky Mallam como

## Lanzamiento
Un avance fue estrenado el 29 de diciembre de 2014. El 20 de enero de 2015 se realizó una proyección de prensa en el Filmhouse Cinemas en Surulere, Lagos. El mismo fue bien recibido por los críticos. La película se estrenó el 25 de enero de 2015 y en cines el 30 de enero.

## Recepción
Nollywood Reinvented la calificó con un 62%, elogiando la historia y las actuaciones, pero señaló que carece de conexión emocional con los espectadores; Comentó "Con un elenco estelar y su historia no habitual, aspira a mucho y logra mucho, pero no lo logra todo". Folasewa Olatunde elogió las actuaciones, pero habló sobre algunas partes poco realistas de la película. Ella concluye que la película es "intrigante y llena de suspenso".